# Jan Zabystřan
Jan Zabystřan, né le 26 janvier 1998 à Kadaň, est un skieur alpin tchèque.

## Biographie
Membre du LK Chomutov, le Tchèque commence sa carrière lors de la saison 2014-2015, durant laquelle, il court notamment le Festival olympique de la jeunesse européenne à Malbun, pour une dixième place en slalom géant. Aux Championnats du monde junior, il totalise cinq participations entre 2015 et 2019, pour un meilleur résultat de quatorzième réussi à trois reprises. Aux Jeux olympiques de la jeunesse d'hiver de 2016, à Lillehammer, il intègre le top deux fois, avec le sixième rang au combiné et le huitième rang au slalom géant.
Il fait ses débuts en Coupe du monde en janvier 2017 à Wengen. Il est sélectionné pour les Championnats du monde de Saint-Moritz, où il court quatre épreuves, sans obtenir de top trente. 
Aux Jeux olympiques d'hiver de 2018, à Pyeongchang, il est présent sur toutes les courses, finissant seulement le super G (40e) et la descente (46e).
Zabystřan marque ses premiers points en Coupe du monde en janvier 2019 avec une 27e place au combiné, puis améliore cette marque au mois de décembre suivant avec une 19e place au combiné de Bormio, malgré une fracture à la hanche en préparation au Chili après avoir percuté son entraîneur Tomáš Klinský. Aux Championnats du monde 2019, à Åre, il obtient son meilleur résultat de sa carrière avec une 15e place au combiné. Deux ans plus tard, aux Championnats du monde à Cortina d'Ampezzo, après une vingtième place en super G, il réalise sa meilleure performance dans l'élite en arrivant neuvième du combiné alpin, grâce au dixième temps de la manche de slalom. 
En novembre 2021, il se blesse au dos après une lourde chute à vélo. Cela ne l'empêche pas de pouvoir disputer les Jeux olympiques d'hiver de 2022 à Pékin.

## Palmarès

### Jeux olympiques d'hiver
| Épreuve / Édition   | Descente | Super G | Slalom géant | Slalom  | Combiné / Super combiné |
| JO 2018 Pyeongchang | 46e      | 40e     | Abandon      | Abandon | Abandon                 |
| JO 2022 Pékin       | -        | 25e     | -            | -       | Abandon                 |

### Championnats du monde
| Épreuve / Édition | Saint-Moritz 2017                | Åre 2019                         | Cortina d'Ampezzo 2021 |
| Super G           | 40e                              | Abandon                          | 20e                    |
| Slalom géant      |                                  | 31e                              | Abandon                |
| Slalom            | Abandon                          |                                  | Abandon                |
| Descente          | 44e                              | 47e                              |                        |
| Combiné alpin     | 38e                              | 15e                              | 9e                     |
| Parallèle         | Épreuve inexistante à cette date | Épreuve inexistante à cette date | Abandon                |

### Coupe du monde
- Meilleur classement général : 127e en 2020.
- Meilleur résultat individuel : 19e.

#### Classements
| Saison / Épreuve | Saison / Épreuve | Général | Général | Descente | Descente | Slalom | Slalom | Slalom géant | Slalom géant | Super G | Super G | Combiné | Combiné |
| ---------------- | ---------------- | ------- | ------- | -------- | -------- | ------ | ------ | ------------ | ------------ | ------- | ------- | ------- | ------- |
| Saison / Épreuve | Saison / Épreuve | Class.  | Points  | Class.   | Points   | Class. | Points | Class.       | Points       | Class.  | Points  | Class.  | Points  |
| 2019             | 2019             | 150e    | 4       | -        | -        | -      | 0      | -            | 0            | -       | 0       | 40e     | 4       |
| 2020             | 2020             | 127e    | 20      | -        | -        | -      | 0      | -            | 0            | -       | 0       | 28e     | 20      |